# Autobahnkreuz Wismar
Das Autobahnkreuz Wismar (Abkürzung: AK Wismar; Kurzform: Kreuz Wismar) ist ein Autobahnkreuz in Mecklenburg-Vorpommern am Rande der Metropolregion Hamburg. Es verbindet den nördlichen Abschnitt der Bundesautobahn 14 (Wismar – Autobahnkreuz Schwerin) mit der Bundesautobahn 20 (Ostseeautobahn; Europastraße 22).

## Geografie
Das Autobahnkreuz liegt auf den Gemeindegebieten von Lübow und Hornstorf im Landkreis Nordwestmecklenburg. Die umliegenden Städte und Gemeinden sind Wismar, nach der das Kreuz benannt ist, sowie Zurow. Es befindet sich etwa 45 km südwestlich von Rostock, etwa 55 km östlich von Lübeck und etwa 30 km nördlich von Schwerin.
In der Nähe liegt der Naturpark Sternberger Seenland.
Das Autobahnkreuz Wismar trägt auf der A 20 die Anschlussstellennummer 9 und auf der A 14 keine Nummer. Bis zur Umwidmung zur A 14 trug das Kreuz auf der damaligen A 241 die Anschlussstellennummer 2.

## Geschichte
Bis 1997 hatte Wismar keinen Autobahnanschluss. Dies änderte sich mit den Bauten der als „Ostseeautobahn“ bezeichneten A 20, des nördlichen Teilstücks der A 14, die damals noch A 241 hieß, zwischen Wismar und Jesendorf und der Schnittstelle beider Strecken. Die Teilstrecke der A 14 zwischen Schwerin und Jesendorf wurde am 21. Dezember 2009 dem Verkehr übergeben und eine Fortführung nach Magdeburg ist in Planung. Mit der Fertigstellung wäre Wismar direkt mit Halle (Saale), Leipzig und Dresden über die A 14 verbunden.

## Bauform und Ausbauzustand
Beide Autobahnen sind in diesem Bereich vierstreifig ausgebaut. Alle Verbindungsrampen sind einspurig ausgeführt.
Das Kreuz wurde als angepasstes Kleeblatt angelegt. Auf der A 14 gibt es keine Parallelfahrbahnen. Die Verflechtungsstrecke grenzt unmittelbar an den rechten Fahrstreifen der Hauptfahrbahn der A 14. Die Ohren wurden deshalb etwas „gestaucht“, damit der Verflechtungsbereich länger werden kann. Bis Mitte des Jahres 2018 wird die Verbindungsrampe 174 von der A 14 zur A 20 Richtung Lübeck in ihrer Trassierung geändert.

## Verkehrsaufkommen
Das Autobahnkreuz Wismar wird täglich von rund 39.000 Fahrzeugen befahren.
| Von                    | Nach                | Durchschnittliche tägliche Verkehrsstärke | Anteil Schwerlastverkehr |
| ---------------------- | ------------------- | ----------------------------------------- | ------------------------ |
| Autobahnende (B 105)   | AK Wismar           | 08.800                                    | 16,1 %                   |
| AK Wismar              | AS Jesendorf (A 14) | 10.000                                    | 08,0 %                   |
| AS Wismar-Mitte (A 20) | AK Wismar           | 31.500                                    | 11,4 %                   |
| AK Wismar              | AS Zurow (A 20)     | 27.000                                    | 09,3 %                   |